# Eduard Kokojty

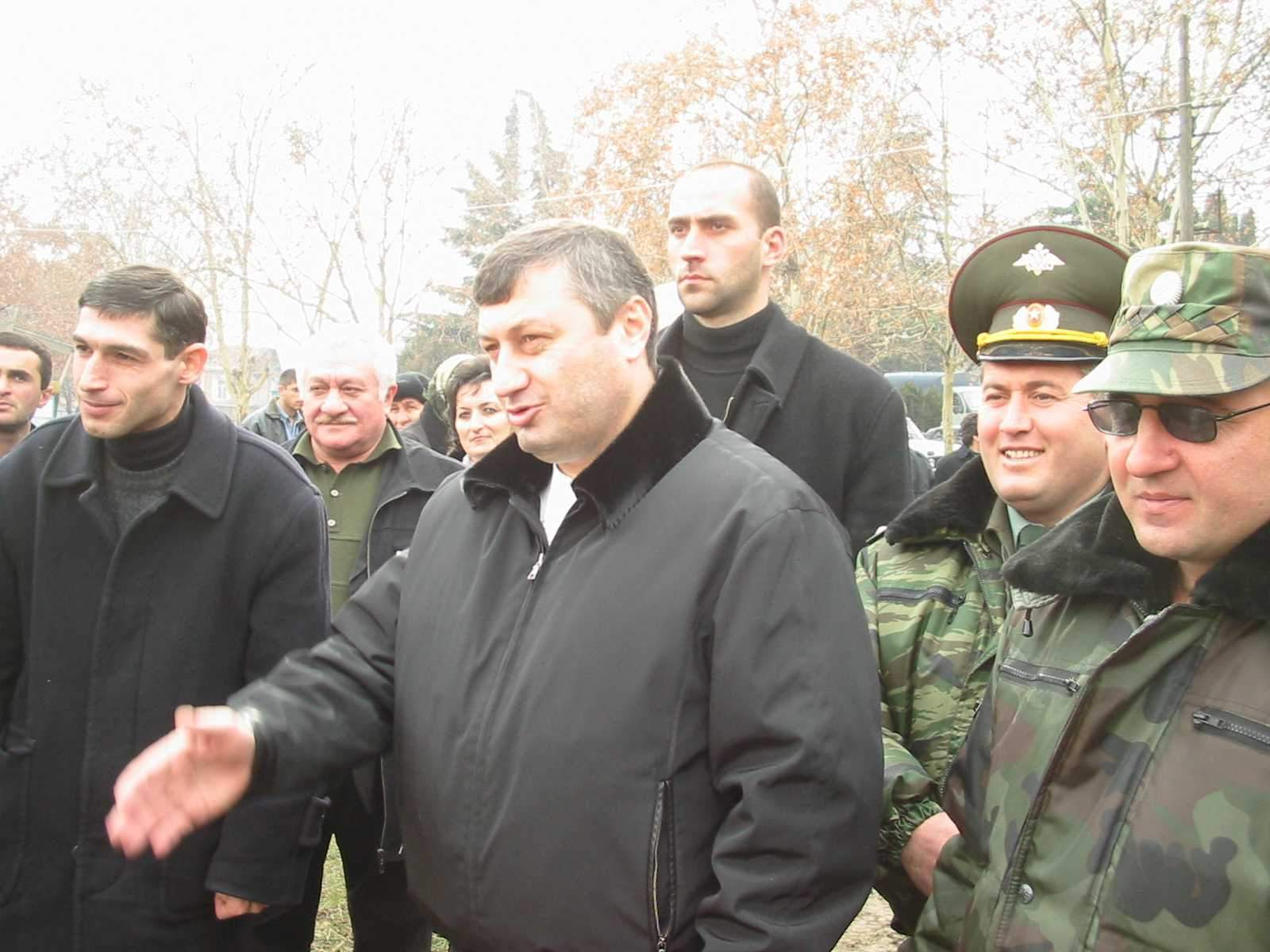
Eduard Kokojty i mitten

Eduard Dzjabejevitj Kokojty (ryska: Эдуа́рд Джабе́евич Коко́йты; ossetiska: Кокойты Джабейы фырт Эдуард, Kokojty Dzjabejy fyrt Eduard), född 31 oktober 1964, är en politiker och tidigare president i den de facto självständiga utbrytarrepubliken Sydossetien, som av den övervägande delen av världssamfundet anses tillhöra Georgien.
Kokojty var under kommunisttiden sovjetisk mästare i brottning och tillhörde det sovjetiska brottningslandslaget.
Före 1989 var han sekreterare i Tschinvali-avdelningen inom Komsomol. Kokojty flyttade till Moskva 1992 där han blev affärsman, innan han 2001 flyttade tillbaka till Sydossetien.
Samma år valdes Kokojty överraskande till president i republiken, tack vare finansiell uppbackning av en annan gammal mästarbrottare, Dzambulat Tedejev och hans mäktiga klan.
I första valomgången den 18 november fick Kokojty 45 % av rösterna. I andra valomgången, den 6 december 2001, besegrade han sin främste utmanare Stanislav Kotjijev med 53 % mot 40 %.
2006 omvaldes Kokojty, med 95 % av rösterna, i det presidentval som utbrytarregeringen arrangerade.
99 % av de röstande lade samtidigt sin röst för Sydossetiska republikens självständighet i en folkomröstning.
Varken EU, Nato eller Georgien erkände folkomröstningen, medan ryska regeringen hävdade att världssamfundet måste beakta sydossetiernas mening.
Den 26 augusti 2006 besöktes Kokojty, och hans administration i Tschinvali, av en delegation senatorer från USA, ledd av den nuvarande republikanske presidentkandidaten John McCain.
I augusti 2008 skärptes tonläget mellan den sydossetiska utbrytarregeringen och den georgiska regeringen i Tbilisi. Fyra georgiska militärer greps av sydossetiska styrkor. Kokojty hävdade, i en intervju i den statliga ryska nyhetskanalen Vesti, att Georgien hade förberett ett fritagande av dessa och att en överflygning av ryska Suchoj-24-plan över georgiskt luftrum därför var motiverad.
Enligt förordningarna fick Kokojty inte ställa upp för en tredje mandatperiod i presidentvalet i Sydossetien 2011. Han efterträddes av den tillförordnade presidenten Vadim Brovtsev.